# 今治城
今治城（いまばりじょう）は、伊予国越智郡今治（四国・愛媛県今治市通町三丁目）にあった日本の城。昭和28年（1953年）10月9日に愛媛県史跡に指定された。別称「吹揚城（吹上城）」。

## 歴史・沿革

### 江戸時代
慶長7年（1602年）、藤堂高虎によって築城開始され、慶長9年（1604年）に完成した。普請奉行として渡辺了の名が知られている。今治城完成以前の今治の支配拠点は、唐子山山頂にあった国府城であったが、より能率的な都市経営を目指すため築城された。構造は、三重の堀に海水を引き入れた特異な構造で、当時は海から堀へ直接船で入り、船が停泊できるほどの池が敷地内にあるなど海上交通の要所今治らしく海を最大限に活用した城となっている。日本三大水城の一つに数えられている。
二之丸に藩主館、中堀以内に側近武士の屋敷、外堀以内に侍屋敷、城門が9ヶ所、櫓が20ヶ所と非常に広大な造りだった。慶長14年（1609年）、高虎が伊勢国津城に移封となり、同時に天守は丹波国亀山城に移築されたと伝わる。高虎自身は移封されたが今治領2万石は飛び地として残り養子の高吉が居城した。
天正年間の天守は望楼型天守が主流であったが、構造上無理があることから、不安定で風や地震に弱く、必ず屋根裏の階ができるため使い勝手が悪かった。
そのため、今治城では新たに層塔型天守を創建した。これは矩形の天守台を造成し、その上に規格化された部材を用いて全体を組み上げたもので、構造的な欠陥が解消されるばかりか、各階別に作事が可能なことから工期も短縮できた。以後､高虎がこの様式を江戸城をはじめとする城郭普請に採用したことで、高虎の新型天守は近世における天守建築の主流となった。
寛永12年（1635年）、高吉は伊賀国名張に移り、代わって伊勢国長島城より松平（久松）定房が入城し、以後、明治維新まで今治藩・久松松平氏の居城となった。広大な城郭は江戸260年間保たれたが、明治維新以後、廃城令施行前の明治2年（1869年）に廃城され、ほとんどの建築物が破却された。このとき二の丸北隅の武具櫓は収蔵物とともに残されたが、明治4年（1871年）に火災が発生した際、内部の火薬に引火して爆発炎上し破壊された。

### 現代
江戸時代の本丸、二の丸郭の石垣と内堀が現存する。
昭和55年（1980年）に5層6階の天守が本丸北隅櫓の有った場所に鉄筋コンクリートで建てられた。詳細は後述（天守の存否）を参照。
昭和60年（1985年）に東隅櫓が御金櫓として外観復元された。外観は今治藩医の半井梧庵が残した外観の古写真が基とされている。名称は今治城の古絵図において東隅櫓に御金蔵という蔵が併設されていたことに因る。
平成2年（1990年）に二の丸西隅に山里櫓が木造復元された。
平成18年（2006年）4月6日、日本100名城（79番）に選定された。
平成19年（2007年）9月、可能な限り江戸時代の史実に基づき、鉄御門（くろがねごもん）が石垣や多聞櫓5棟ともに木造復元された。また、二の丸に藤堂高虎の像が建立された。

#### 石垣・内堀の改修について
石垣・内堀の一部で、近代以降に改修工事が行われている。
石垣については、特に御金櫓（東隅櫓）直下の石垣が改修によって本来は存在しなかった石垣の反りが施されてしまっている。また、上記の鉄御門の復元に伴い、門を構成する石垣も発掘調査に基づいて復元されているが、場内公園への緊急車両の乗り入れのため、史実より高くなっている部分がある。その他、山里櫓直下の階段について手すりが設けられるなど、改修箇所がある。
内堀は、一部が道路の拡張に伴い埋め立てられている。また、周囲に擬木製の柵が設けられ、北東側の土橋が拡張されているほか、西側の橋について、木製であったものを土橋と石橋に改修している。

## 天守の存否

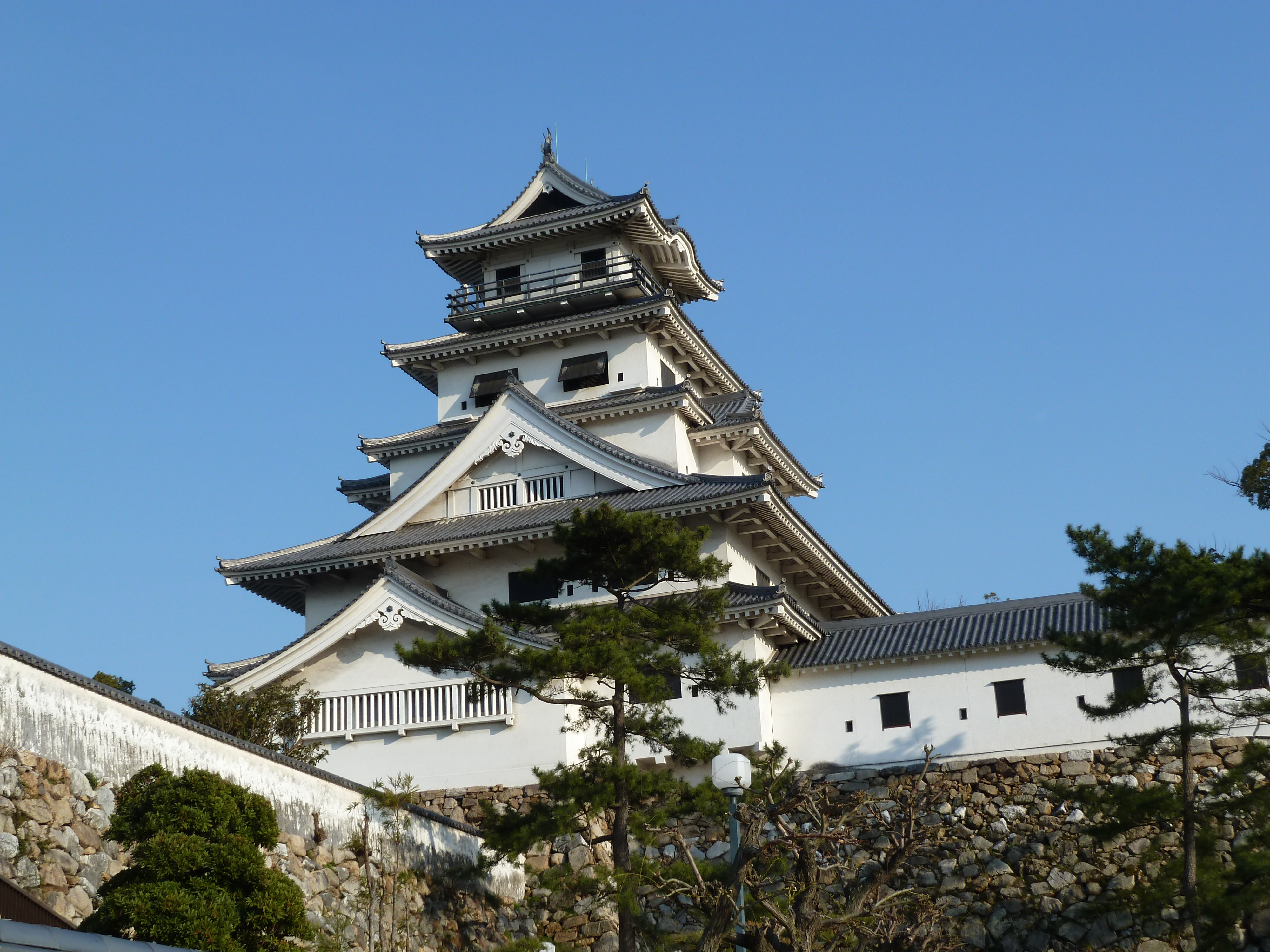
今治城再建天守

今治城の天守は、一次資料が不足しているため、築城当時に建造されたか否かが確定されていない。
藤堂家の家譜『宗国史』巻二には「城中に五層の高楼を建て、府下を五街に開き」と記述されているが、敷地内に天守の遺構が確認されていないためである。
天守は天守台と呼ばれる基壇を造り、その上に建てられることがほとんどであるため、天守台の遺構が発見されていない今治城の天守は存在が否定されていた。これについて三浦正幸は、築城された頃は整った平面矩形の天守台を築くことが技術的に困難であったため、天守は不整形な矩形の天守台の上に建てられていることがほとんどであるが、天守台を築かず本丸中央付近の地盤に直に基礎を敷き建てることで、より整形された矩形を造る必要があった層塔型天守の建造を可能にした、としている。
また、今治城の天守は、藤堂高虎によって上野城に移築する目的で解体され、慶長15年（1610年）の亀山城（丹波国）天下普請の際に徳川家康へ献上され、亀山城へ移築されたとする説がある。この説は『寛政重修諸家譜』の「慶長十五年丹波口亀山城普請のことうけたまわり、且今治の天守をたてまつりて、かの城にうつす」という記述が根拠となっている。
このため、存在したとしても慶長9年（1604年）に竣工し、慶長15年（1610年）ごろに亀山城に移されているので、最長でも約6年間ほどしか存在していなかったことになる。
いずれにしても、天守の存在を示す一級資料や遺構等の具体的な裏づけとなるものは確認されていないため、天守が建てられたかについて結論に至っていない。
しかしながら、本丸には江戸時代を通じて天守の代用とされた北隅櫓が設けられていた。北隅櫓には千鳥破風が一つだけ付けられ、天守を意識した外観となっていた。
また、本丸の隅には他にも2基の二重隅櫓が存在し、多門櫓によって連結されていた。

### 再建天守

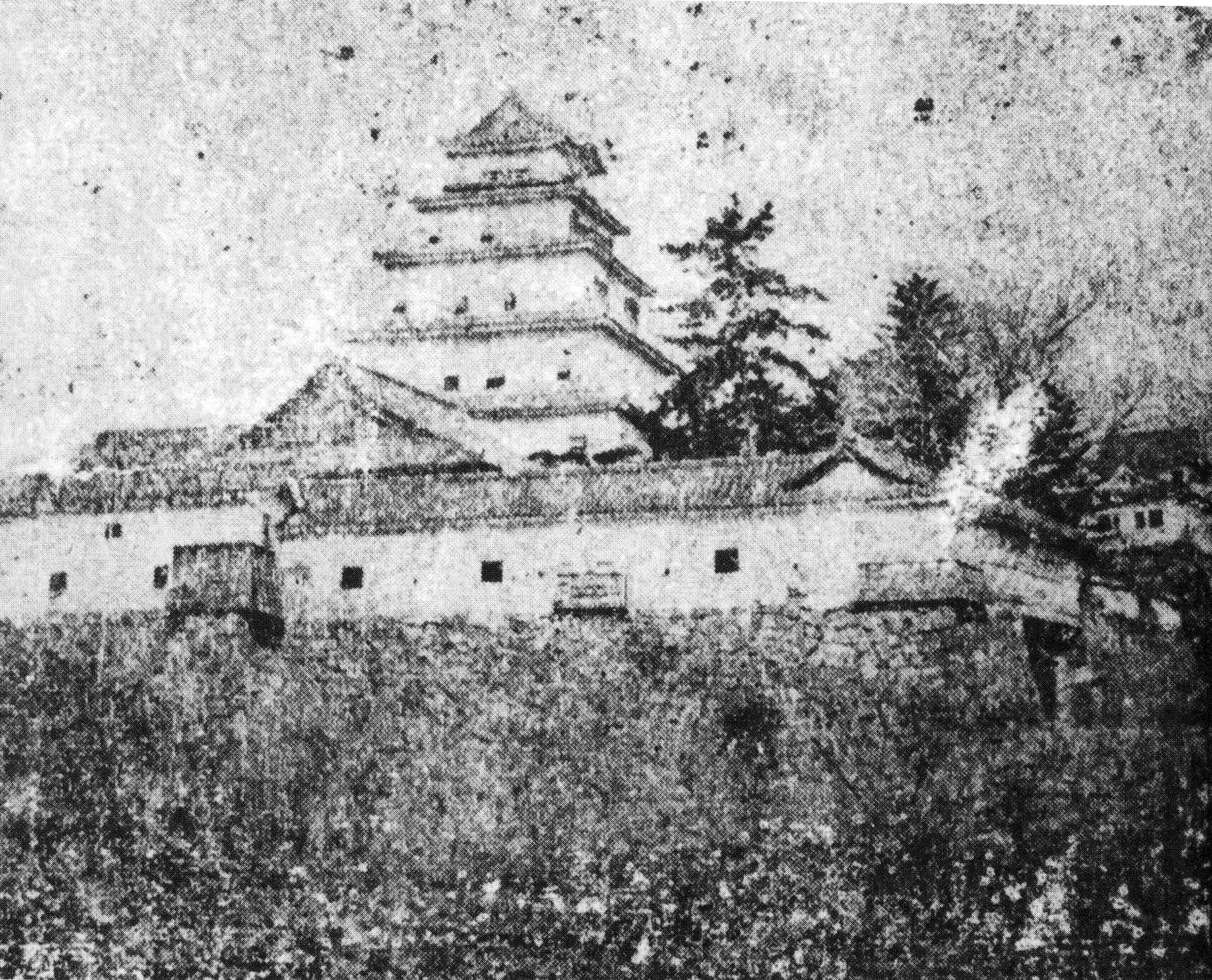
亀山城本丸南面（1872年撮影）

今治城の再建天守は、当初の建築の実在について明確な資料が少ないため、史実に基づかない模擬天守である。
往時の天守は亀山城に移築されたと伝えられ、亀山城天守については明治初年に撮影された古写真や平面図が残されており、おおよその形状がわかっている。そのため、今治城天守の再建に際しては亀山城天守の外観を参考にしたとされているが、実際には亀山城天守が層塔型の構造で最上重の唐破風と入母屋破風のみであるのに対し、再建天守は望楼型の構造で大入母屋破風を基部としており、張り出しや出窓など亀山城にはない意匠が施されている。また、天守の位置も本丸の中央付近と推定されているが、本丸塁線上の二重櫓（北隅櫓）跡に建てられている。
最上階からは、しまなみ海道の来島海峡大橋が見えるなど、瀬戸内海を眺望することができる。

## ギャラリー

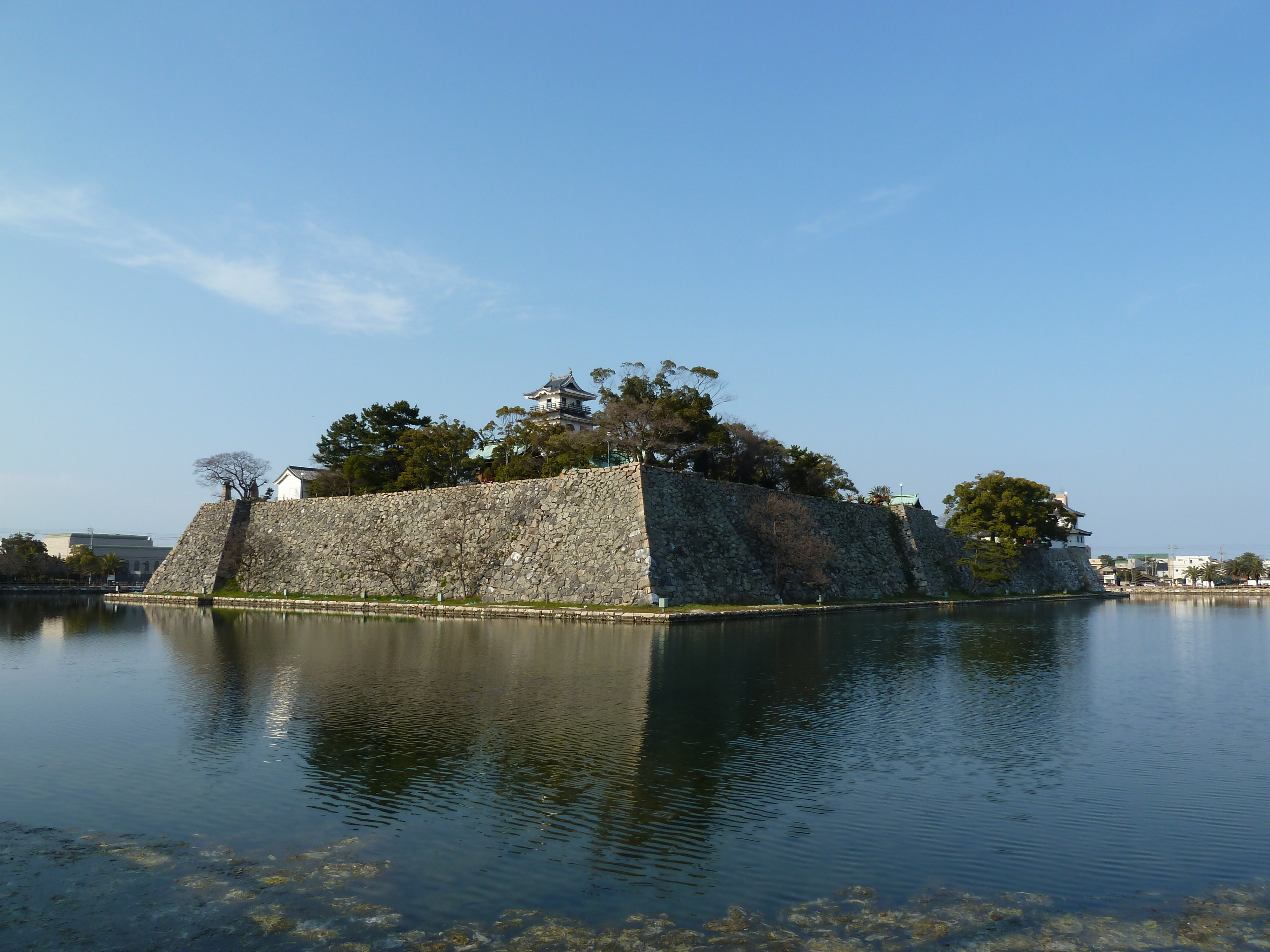
石垣
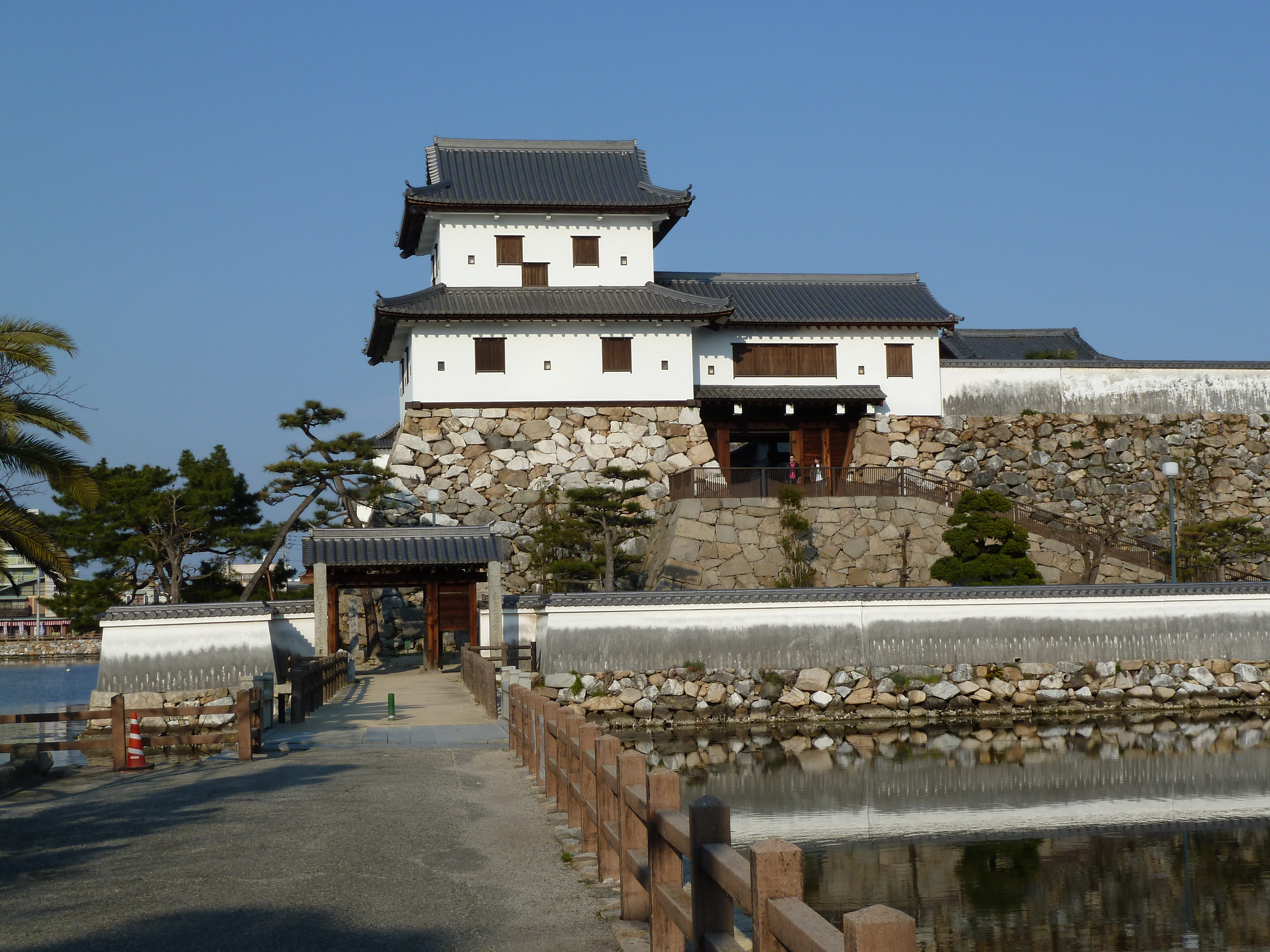
木造復元された高麗門と山里櫓
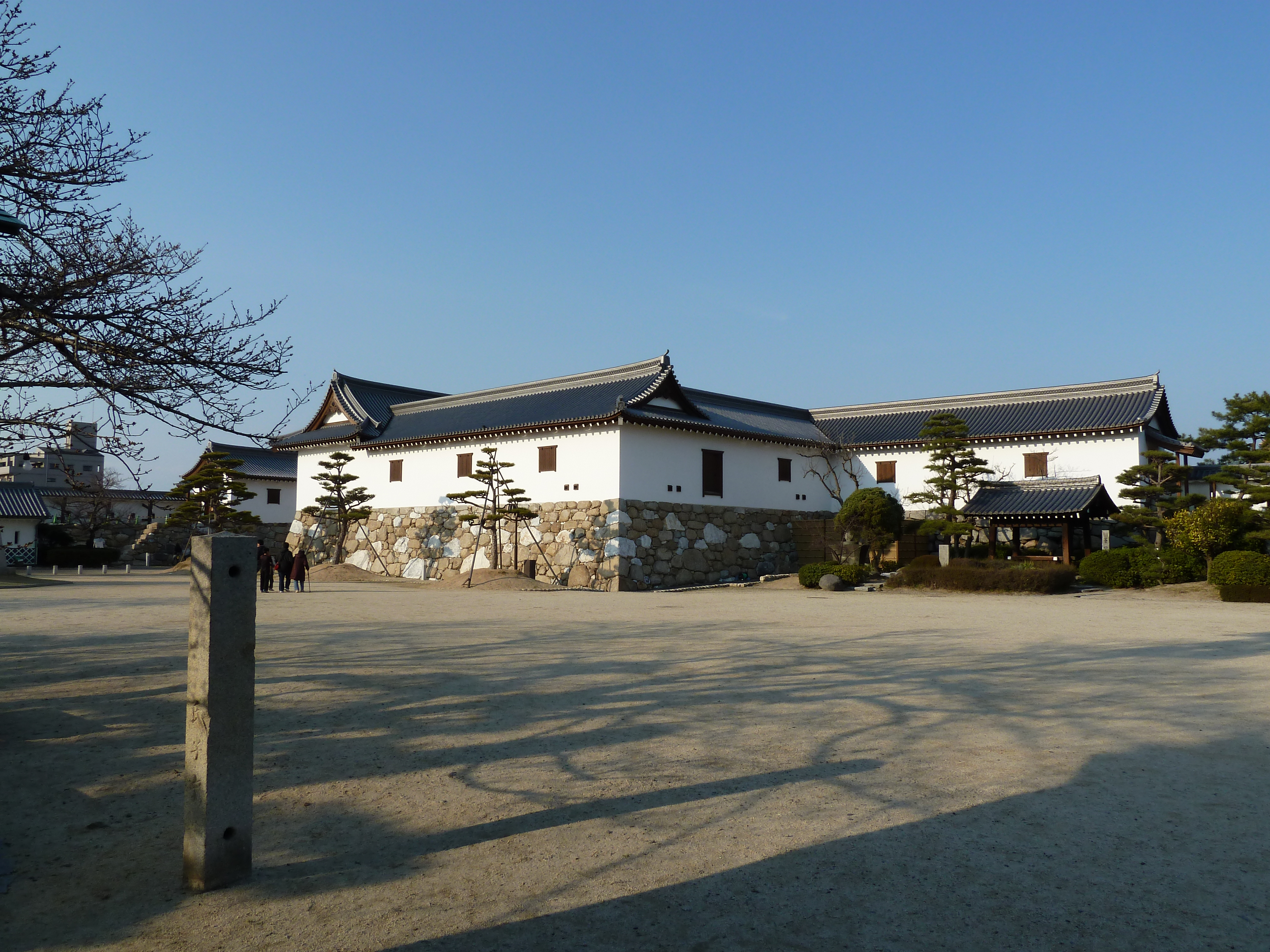
木造復元された多聞櫓
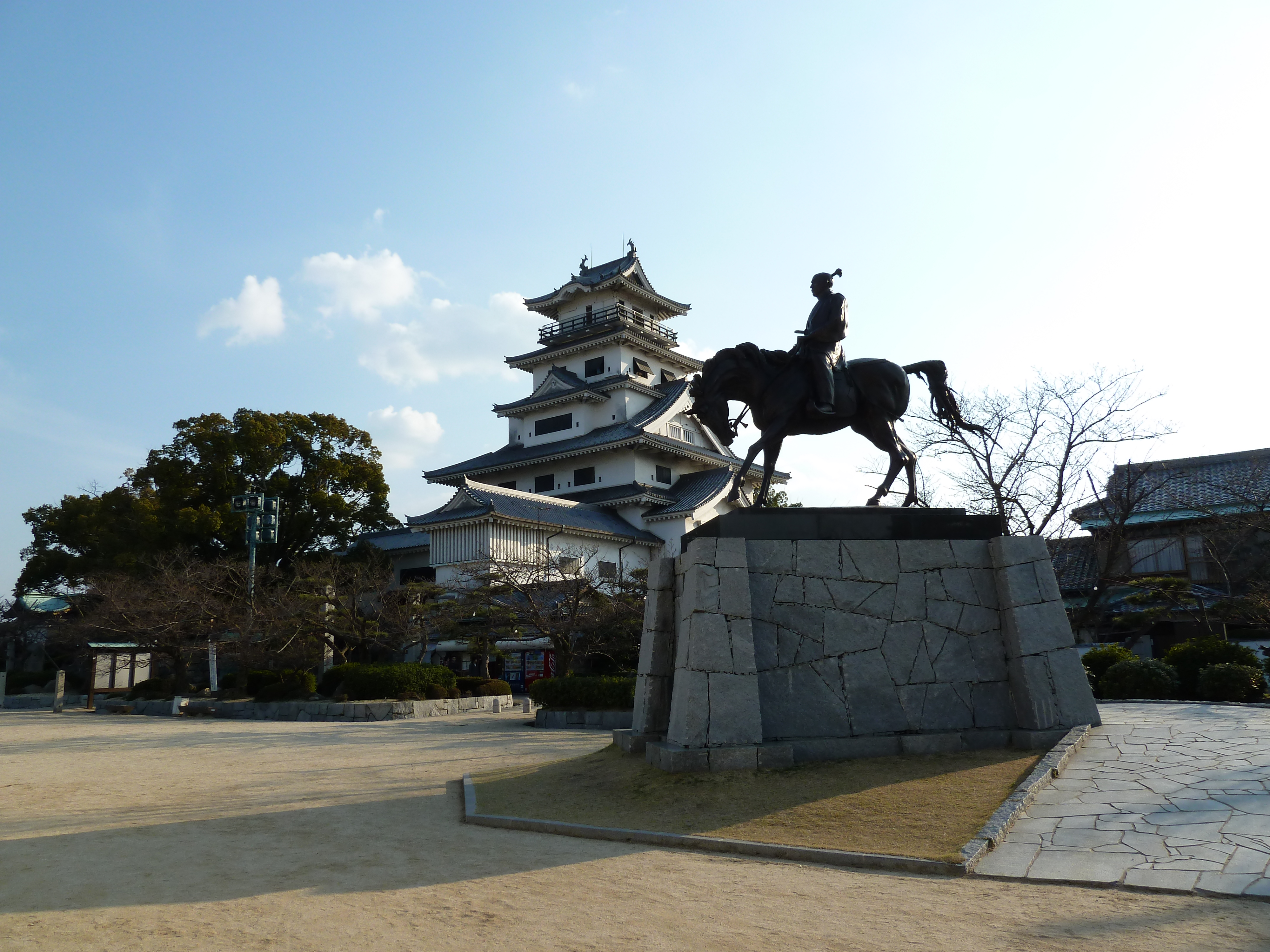
藤堂高虎像と模擬天守
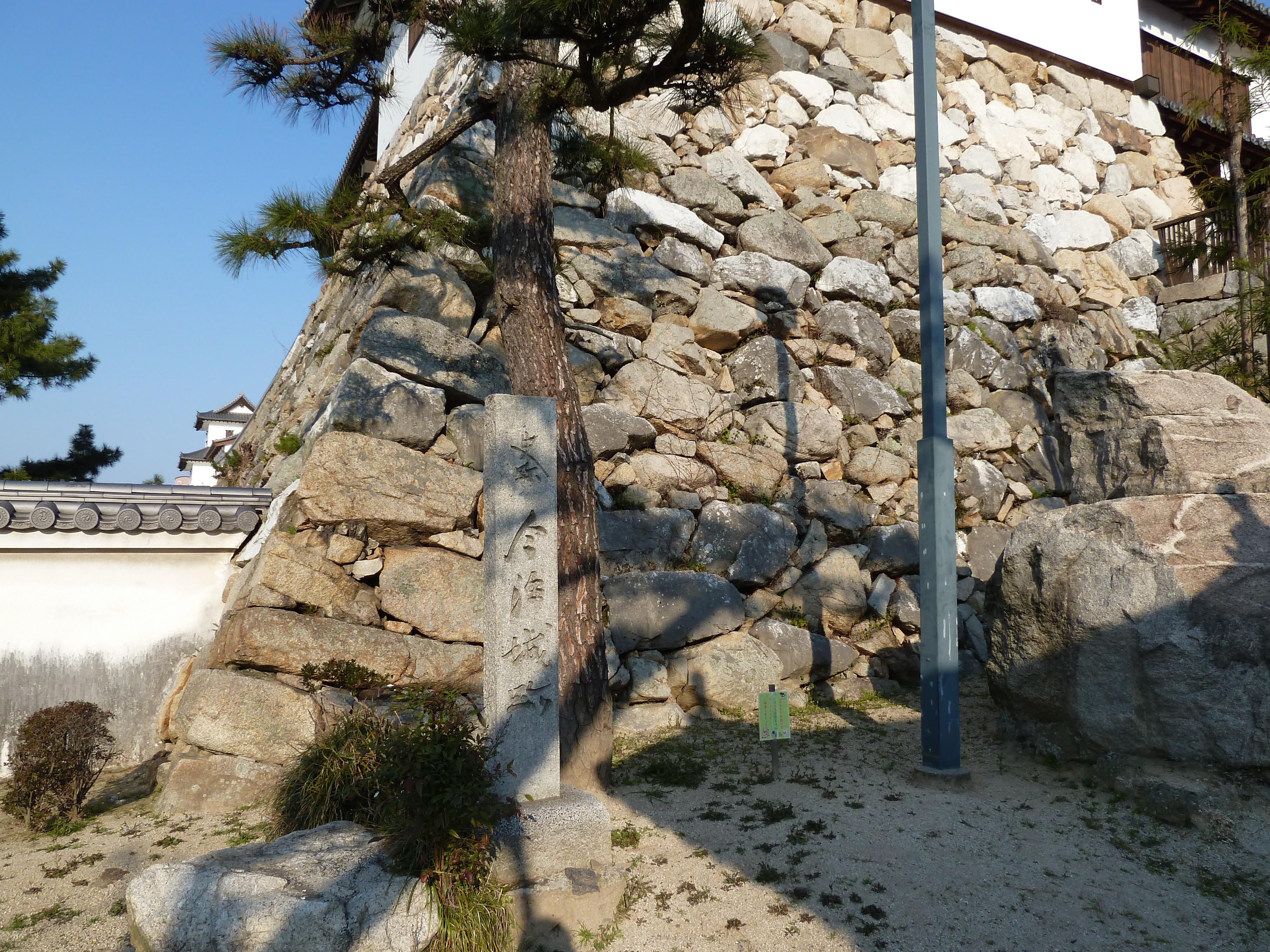
石碑

## アクセス
- JR予讃線今治駅から瀬戸内バス「今治営業所行き」で約10分「今治城前」下車、徒歩約3分